# Леканюэ, Жан
Жан Адриен Франсуа Леканюэ (фр. Jean Adrien François Lecanuet; 4 марта 1920, Руан — 22 февраля 1993, Нёйи-сюр-Сен) — французский христианско-демократический либерально-центристский политик и государственный деятель. Участник антинацистского Сопротивления, Праведник мира. Видный идеолог и организатор правоцентристских сил. Член французского правительства в 1945—1951 и 1974—1977, министр юстиции и министр планирования при президенте Жискар д’Эстене. Депутат Национального собрания (1951—1955), сенатор (1959—1993), депутат Европейского парламента (1979—1988). Мэр Руана в 1968—1993.

## Участник Сопротивления
Родился в небогатой руанской семье. Изучал литературоведение, историю и философию. В 1942 году получил звание профессора. Преподавал философию в Дуэ и Лилле.
В годы нацистской оккупации участвовал в Движении Сопротивления. Занимался спасением евреев от гитлеровских преследований, за что получил звание Праведника мира. В августе 1944 был арестован гестапо за участие в подпольной диверсионной группе, готовившей взрыв железной дороги Лилль-Брюссель. Сумел бежать с помощью поляков, насильственно завербованных в вермахт.

## Правый христианский демократ. Оппонент Мендес-Франса
После Освобождения Франции Жан Леканюэ поступил на государственную службу. Во второй половине 1940-х и в конце 1950-х годов он занимал посты государственного секретаря, управляющего и генерального инспектора в министерствах информации, финансов, внутренних дел, торгового флота. Был одним из руководителей христианско-демократической партии Народно-республиканское движение. В 1963—1965 являлся председателем партии.
Как представитель Народно-республиканского движения Леканюэ в 1951 был избран в Национальное собрание Франции. Занимал жёсткую антикоммунистическую позицию, не поддерживал Женевские соглашения по Индокитаю, выступал за проект Европейского оборонительного сообщества, регулярно оппонировал леволиберальному курсу правительства Пьера Мендес-Франса.

С того момента, как Франция станет отклоняться от политики свободного мира, это приведёт к изоляции Франции, разобщит свободный мир, создаст искушения для Германии. Выход из кризиса — в преемственности французской внешней политики, в готовности взять на себя все обязательства ради прогресса и мира.

Жан Леканюэ

Антикоммунизм и европейская оборонная интеграция являлись основными установками парламентской деятельности Жана Леканюэ. Кроме того, он сыграл видную роль в законодательной поддержке французских СМИ и кинематографа.

## Поиск альтернативы де Голлю
С 1959 года Леканюэ неоднократно избирался в Сенат Франции. Состоял в консервативной группе, специализировался на международной и военной проблематике. Выдвигался кандидатом в президенты на выборах 1965.
Жан Леканюэ собрал более 3,7 миллиона голосов — 15,57 %. Занял в первом туре третье место после де Голля и Франсуа Миттерана. Во втором туре голоса сторонников Леканюэ разделились между двумя кандидатами, но большинство из них поддержали де Голля.
В 1966 году Леканюэ основал Демократический центр. В 1972 стал одним из учредителей Реформаторского движения. В 1976 возглавил Центр социальных демократов. Все эти партийные проекты имели целью создание новой правой партии, проводящей либерально-центристскую политику на основе христианско-демократической идеологии. Леканюэ был убеждённым антикоммунистом и противником социализма, но он не разделял консервативно-авторитарных взглядов генерала де Голля.

## Министр при Жискар д’Эстене
На президентских выборах 1974 Жан Леканюэ поддерживал Валери Жискар д’Эстена. Он стал одним из создателей праволиберальной партии Союз за французскую демократию, противостоявшей как социалистам и коммунистам, так и голлистскому Объединению в поддержку республики. В 1978—1988 Леканюэ был председателем СФД. Под его руководством партия сумела стать реальной «третьей силой», подорвав монополию голлистов в правом политическом лагере.
В 1974—1976 Леканюэ — министр юстиции Франции. Занимал жёсткую позицию в том, что касалось применения смертной казни за убийство при отягчающих обстоятельствах:

Те, кто думал, будто они могут совершать столь одиозные преступления и избегать максимального наказания, теперь взвесят свой риск.

В 1976—1977 — министр планирования Франции.
С 1979 по 1988 Жан Леканюэ был депутатом Европарламента.

## В оппозиции при Миттеране
На президентских выборах 1981 Жискар д’Эстен потерпел поражение от социалиста Миттерана. Жан Леканюэ перешёл в оппозицию. СФД вступил в альянс с голлистами Жака Ширака против социалистического правительства.
Парламентские выборы 1986 принесли успех правой оппозиции. Новое правительство сформировал Жак Ширак. Предполагалось, что Леканюэ займёт пост министра иностранных дел (это означало бы ужесточение антисоветского курса). Однако президент Миттеран выступил категорически против, добившись от премьера Ширака отказа от этого назначения. Леканюэ продолжал политическую деятельность в качестве лидера СФД и сенатора, оказывая серьёзное влияние на правительственные решения.

## Увековечение в Руане
В течение четверти века — 1968—1993 — Жан Леканюэ являлся мэром своего родного Руана. Скончался на этом посту. Похоронен в аббатстве Сен-Жорж-де-Бошервиль.
Именем Жана Леканюэ названа одна из главных улиц, а также колледж в Руане.